# Berencreutz
Berencreutz är en adlig ätt från Östergötland (ursprungligen Tyskland), vilken härstammar från ryttmästaren Gustaf Berling (omkring 1670-1702), naturlig son till landshövdingen på Gotland, Gustaf Adolf von der Osten genannt Sacken. Gustaf Berling blev uppfostrad på faderns bekostnad så att han var mäktig latin, samt tyska och franska språken. Han fick av fadern rusthållet Gåvlösa i Normlösa socken, Östergötlands län och inskrevs som ryttare för detsamma vid Östgöta kavalleriregemente 1684. Gustaf Berling adlades med namnet Berencreutz 1697 men avled tre år senare i juli 1702 i Litauen, på grund av sina erhållna sår i slaget vid Klissow. Släkten blev dock inte introducerad i föreningen  Riddarhuset på nummer 2345 förrän 1917, och då utan den inskränkning 37 § i 1809 års regeringsform bestämde.
Den 23 september 2022 var 26 personer med efternamnet Berencreutz bosatta i Sverige.

## Personer med efternamnet Berencreutz
- Adolf Berencreutz (1856–1946), diplomat och hovman
- Gillis Berencreutz (1890–1981), jurist och ämbetsman
- Gustaf Berencreutz (1854–1941), jurist och ämbetsman
- Hildegard Berencreutz (1866–1946), konstnär och grafiker
- Nils Berencreutz (1891–1986), diplomat och hovman
- Alfred Berencreutz (1986-), VVS-ingenjör